# Apodemus witherbyi
Apodemus witherbyi é uma espécie de roedor da família Muridae.